# Storie fiorentine
Le Storie fiorentine sono un'opera dello storico Francesco Guicciardini.
Scritte quando l'autore aveva 26 anni, tra il 1508 e il 1509, rimasero inedite fino al 1859.

## Contenuti
Le Storie abbracciano il periodo compreso fra il tumulto dei Ciompi (1378) e la battaglia di Agnadello (1509). L'autore si preoccupa di indagare le cause degli eventi, mettendo fortemente in risalto le figure dei protagonisti: (Lorenzo de' Medici, su cui esprime un giudizio negativo, e soprattutto Girolamo Savonarola), con un interesse volto ad illustrare le contraddizioni del presente.
L'autore imposta il suo racconto storiografico partendo dalla contrapposizione fra i "savi" (nobili e grandi ricchi), gli unici che secondo lui possano governare, e il popolo che disprezza. Talvolta però è costretto a riconoscere che non sempre i primi hanno agito bene, mentre loda la democrazia creata dal Savonarola.